# Emil Vogl
Emil Vogl (21. května 1901 Karlín – 3. června 1977) byl pražský židovský lékař, stoupenec československého woodcrafterského hnutí, amatérský hudebník – hráč na loutnu, během druhé světové války byl vězněn v koncentračních táborech.

## Život
Emil Vogl se narodil v početné pražské dělnické židovské rodině. Přes velké finanční těžkosti se mu podařilo vystudovat střední i vysokou školu a v roce 1926 promoval na lékařské fakultě Univerzity Karlovy. Od roku 1930 provozoval soukromou ordinaci společně se svou ženou Hildegardou Hellerovou-Voglovou, rovněž lékařkou, rentgenoložkou.
Od studentských let se zapojoval do aktivit Ligy lesní moudrosti (LLM), kde se seznámil s woodcraftery Zdeňkem Teichmanem a Mílou Vavrdou – pozdějšími spolupracovníky Přemysla Pittra. Byl členem kmene pražských, převážně německých Židů Neue Pfadfinder (Noví stopaři), později založil Bund internationaler Jugend (Svaz mezinárodní mládeže). Jeho manželka Hilda vedla ve svazu dívčí oddíl.
Po obsazení republiky nemohl dál vykonávat lékařskou praxi a živil se různými fyzickými pracemi. Dál tajně léčil židy. V říjnu 1941 byl s manželkou a její matkou odvezen transportem do lodžského ghetta, kde byl jako lékař přidělen do tzv. cigánského tábora. Přežil zde tyfovou epidemii a v listopadu 1943 byl přidělen jako lékař do koncentračního tábora pro nezletilé v Lodži, kde rovněž vypukla tyfová epidemie. Po likvidaci lodžského ghetta v srpnu 1944 byl odvezen transportem do Osvětimi a postupně prošel několika dalšími koncentračními tábory.
Po osvobození a návratu do Prahy se Emil Vogl dověděl, že válku nepřežila jeho manželka Hilda ani dalších 36 členů nejbližší rodiny. Z následků prodělaného tyfového onemocnění se léčil v Podolském sanatoriu, kde ho vyhledal Míla Vavrda a upozornil na něj Přemysla Pittra, který hledal lékaře pro „akci Zámky“. Pitter doktora Vogla přesvědčil, aby mu pomohl s péči o děti, které se vracely z koncentračních táborů, a vybudoval v Olešovicích Lékařský dům. Ordinace byla vybavena vším potřebným díky organizaci UNRRA. Akce Zámky byla záhy rozšířena i na německé děti z internačních táborů, kterým se MUDr. Vogl věnoval stejně obětavě jako dětem židovským. V letech 1945–1947 prošlo akcí Zámky 810 dětí.
Po skončení akce Zámky v roce 1947 pracoval MUDr. Vogl dále jako lékař. Nejprve si zřídil soukromou ordinaci, po roce 1948 pracoval ve státních zdravotnických střediscích ve Vysočanech a později v Hybernské ulici. Do důchodu odešel v roce 1969.
V roce 1948 se MUDr. Vogl podruhé oženil. V obnovené Lize lesní moudrosti byl zvolen do náčelnictva a o víkendech začal se svou ženou jezdit znovu na Samechov, kam jezdil už v předválečných letech na chatu ke Zdeňkovi Teichmanovi. V roce 1953 si na Samechově postavil chatu vlastní a jeho přátelství se Zdeňkem Teichmanem, upevněné při společné práci na akci Zámky, pak trvalo až do konce života. Ve volném čase se MUDr. Vogl věnoval hře na loutnu, malování a řezbářství. Emil Vogl zemřel v roce 1977.